# Selles (Haute-Saône)
Selles település Franciaországban, Haute-Saône megyében. Lakosainak száma 217 fő (2022. január 1.). Selles Passavant-la-Rochère, Alaincourt, La Basse-Vaivre, Montdoré és Pont-du-Bois községekkel határos.

## Népesség
A település népessége az elmúlt években az alábbi módon változott:
| Lakosok száma | 230  | 221  | 222  | 204  | 203  | 202  | 202  | 209  | 217  |
|               | 2013 | 2015 | 2016 | 2017 | 2018 | 2019 | 2020 | 2021 | 2022 |